# Calle Flower y Dean

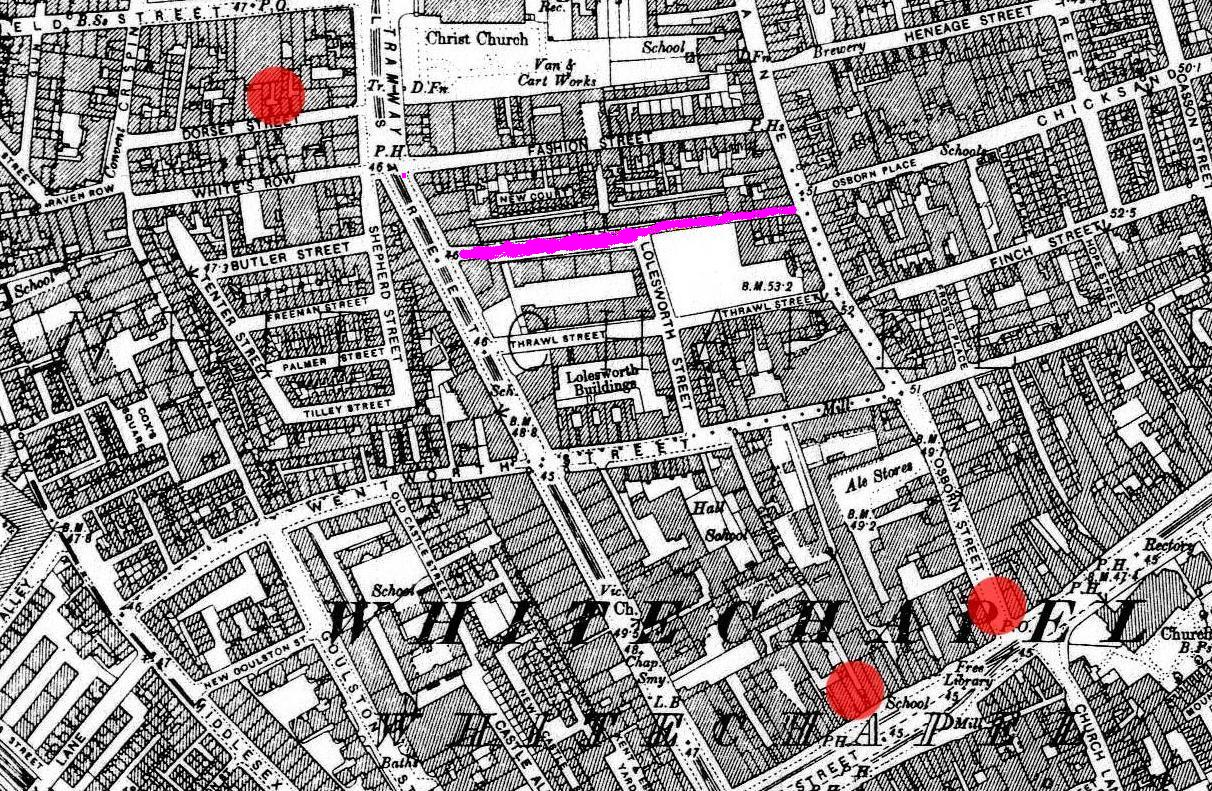
Localización (en azul) de la calle Flower and Dean en un plano de fines del, y marcadas en rojo las ubicaciones de tres asesinatos atribuidos a Jack el Destripador.

Flower and Dean Street era una calle situada en el corazón de los barrios pobres de Spitalfields, en el East End londinense. En la época victoriana, estaba reputada como una de las peor frecuentadas de esa zona, y entre otras cosas asociada a las muertes atribuidas a Jack el Destripador en 1888, dado que dos de sus víctimas habitaban en inmuebles con frente a esta calle, y dado que varios de los asesinatos fueron cometidos no lejos de este eje. En 1865 la calle fue citada por el artista Ford Madox Brown como el epítome de la degradación social, en su explicación de su lienzo Work.
En 1883, la calle Flower and Dean fue descrita como « tal vez la calle más infame y peligrosa de toda la metrópoli ».
Esta calle fue abierta en la década de los años 1650, y fue parcialmente reconstruida en el siglo XVIII.
La denominación de esta vía deriva de la deformación de los nombres de dos albañiles locales, John Gower y Gowen Deane, quienes participaron en su construcción. En el siglo XIX, el barrio alrededor de esta calle se fue deteriorando progresivamente, debido a la construcción allí de varios apartamentos comunitarios (exactamente fueron 31 en 1871 sobre la calle Flower and Dean), que tradicionalmente acogieron una población muy pobre y desprotegida, lo que ciertamente aumentó en la zona la criminalidad y la prostitución.

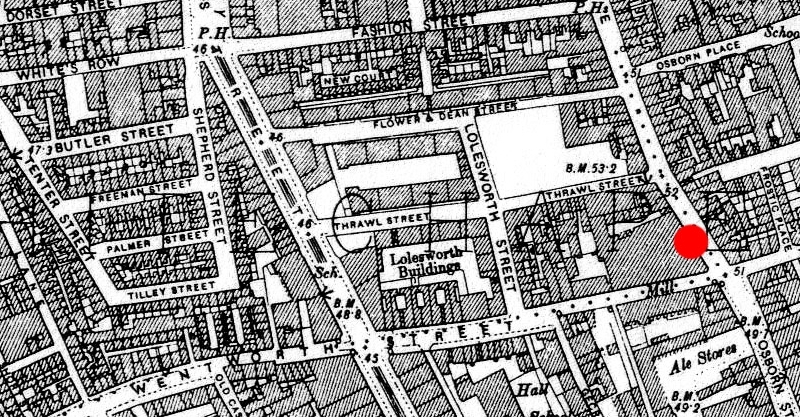
Plano de reacondicionamiento de 1894 que muestra el área de Whitechapel alrededor de Spitalfields, donde muchas pensiones fueron acondicionadas en la última época victoriana. El círculo rojo indica la ubicación de la intersección de Osborn Street con Brick Lane, cerca de donde Emma Elizabeth Smith fue atacada el 3 de abril de 1888. El edificio inmediato al oeste del círculo rojo era una fábrica de chocolate.

El barrio comenzó a ser parcialmente reacondicionado en el período 1881-1883, y en 1888, las muertes de Elizabeth Stride y de Catherine Eddowes, que habitaban ambas sobre esta calle, impulsaron reacondicionamientos suplementarios. La calle finalmente fue completamente arrasada entre 1891 y 1894, en oportunidad de un importante programa de reacondicionamiento y limpieza. En nuestros días, un inmueble ha sido construido en el antiguo emplazamiento de la citada calle.